# Кризьке
Кри́зьке — село в Україні, у Марківській селищній громаді Старобільського району Луганської області. Населення становить 898 осіб.

## Географія
Селом протікає річка Біла.

## Населення

### Мова
Розподіл населення за рідною мовою за даними перепису 2001 року:
| Мова       | Кількість | Відсоток |
| ---------- | --------- | -------- |
| українська | 857       | 95.43%   |
| російська  | 41        | 4.57%    |
| Усього     | 898       | 100%     |

## Історія
Село постраждало внаслідок геноциду українського народу, вчиненого урядом СРСР у 1932—1933 роках, кількість встановлених жертв — 60 людей.

## Також
- Перелік населених пунктів, що постраждали від Голодомору 1932-1933, Луганська область